# Уолстонкрафт, Мэри
Мэ́ри Уо́лстонкрафт (англ. Mary Wollstonecraft, [ˈmɛəri ˈwʊlstənkrɑːft], 27 апреля 1759, Лондон — 10 сентября 1797, Лондон) — британская писательница, философ XVIII века. 
Автор романов, трактатов, писем, книги об истории Великой французской революции, книги о воспитании и детской книги. Уолстонкрафт известна своим эссе «В защиту прав женщин» (1792), в котором она утверждает, что женщины не являются существами, стоящими на более низкой ступени развития по отношению к мужчинам, но кажутся такими из-за недостаточного образования. Она предлагает рассматривать и мужчин и женщин как разумных существ и представляет общественный строй, основанный на разуме.
Среди широкой публики и особенно у феминисток события личной жизни Уолстонкрафт получили более широкую известность, чем её произведения, из-за своей необычности, а подчас и скандальности. После двух неудачных романов с Генри Фюзели и Гильбертом Имлеем Уолстонкрафт вышла замуж за Уильяма Годвина, философа, предтечу анархистского движения. Их дочь Мэри Шелли известна как автор романа «Франкенштейн». Уолстонкрафт умерла в тридцать восемь лет от родильной горячки, оставив после себя несколько незаконченных рукописей.
После смерти писательницы Годвин в 1798 году издал мемуары о своей жене, женщине без предрассудков, чем невольно повредил её репутации. Однако с усилением феминистского движения в начале XX века взгляды Уолстонкрафт на женские права и критика типичного представления о женственности становились всё более важными. Сегодня Уолстонкрафт считается одной из первых феминистских философов, а её жизнь и работы оказали большое влияние на многих феминисток.

## Детство и юность
Уолстонкрафт родилась 27 апреля 1759 года в лондонском районе Спиталфилдз. Её отец растратил состояние семьи, участвуя в рискованных проектах, и из-за тяжёлого финансового положения Уолстонкрафтам приходилось часто переезжать. Позднее отец заставил Мэри отказаться от той части денег, которые она унаследовала бы по достижении совершеннолетия. Кроме того, глава семьи пил и часто избивал свою жену. В юности Мэри ложилась спать рядом с дверью в спальню матери, чтобы защитить её. На протяжении всей своей жизни Мэри имела сильное влияние на сестёр — Эверину (Эверайну) и Элизу. Так, например, в 1784 году убедила Элизу, страдавшую от послеродовой депрессии, оставить мужа и младенца. Презирая общепринятые нормы, Мэри подготовила всё, чтобы сестра могла бежать. Подобный поступок был немыслим в то время: Элиза не смогла более вступить в брак и, потеряв все средства к существованию, была вынуждена работать за гроши.
Молодость Уолстонкрафт была отмечена дружбой с двумя женщинами. Первой была Джейн Арден (англ. Jane Arden) из Беверли. Они часто читали книги вместе и посещали лекции отца Арден, философа-самоучки. Уолстонкрафт наслаждалась интеллектуальной атмосферой семьи Арден, высоко ценила свою дружбу с Джейн и даже относилась к подруге собственнически. Она писала Джейн: «У меня сформировалось романтическое понимание дружбы… Я немного своеобразна в своих представлениях о любви и дружбе; я должна занимать либо первое место, либо никакого». В некоторых письмах отчётливо прослеживаются эмоциональное непостоянство и склонность к депрессии, преследовавшие Мэри в течение всей жизни.
Второй и гораздо более важной была дружба с Фэнни Блад (Fanny Blood), которая, как утверждала Мэри Уолстонкрафт, способствовала расширению её кругозора. Несчастная в семейной жизни, Уолстонкрафт покинула родительский дом в 1778 году и поступила в компаньонки к Саре Доусон, вдове, жившей в Бате. Уолстонкрафт пришлось нелегко на службе у женщины с тяжёлым характером, но полученный опыт впоследствии очень помог в работе над «Мыслями об образовании дочерей» (1787). В 1780 году Мэри вернулась домой, чтобы ухаживать за умирающей матерью, а после смерти матери оставила службу и уехала к Бладам. В течение двух лет, проведённых с Бладами, Уолстонкрафт поняла, что идеализировала Фэнни, которая придерживалась традиционных женских ценностей. Но Уолстонкрафт всегда оставалась преданной Фэнни и её семье.
С Блад она мечтала о жизни в «женской утопии»: девушки планировали вместе снимать комнаты и поддерживать друг друга эмоционально и материально, что, однако, было неосуществимо из-за недостатка средств. Чтобы заработать на жизнь, Уолстонкрафт, её сёстры и Фэнни Блад организовали школу в Ньюингтон-Грин (Newington Green), диссентерской коммуне. Блад вскоре обручилась и, после заключения брака, её муж — Хью Скейз — увез её в Европу на лечение. Несмотря на это, здоровье Блад ухудшилось ещё сильнее после беременности. В 1785 году Уолстонкрафт оставила школу, уехала к подруге, чтобы ухаживать за ней, но вскоре Фэнни умерла. После отъезда Мэри школа в Ньюингтон-Грин закрылась. Смерть Блад оказала сильнейшее влияние на Уолстонкрафт и вдохновила на создание первого романа «Мэри» (1788).

## «Первая нового рода»
После смерти Блад друзья Уолстонкрафт помогли ей получить должность гувернантки для дочерей англо-ирландской семьи Кингсборо в Ирландии. Отношения Уолстонкрафт с леди Кингсборо не сложились, но девочки обожали свою гувернантку. Маргарет Кинг позже сказала, что Уолстонкрафт «освободила её от всех предрассудков». Впечатления от работы в семье Кингсборо вошли в единственную детскую книгу Уолстонкрафт «Оригинальные рассказы из действительности» (1788).
Разочарованная ограниченным выбором, открытым для женщины в современном ей обществе (размышления на эту тему нашли отражение в главе «Мыслей об образовании дочерей», названной «Неудачная ситуация женщин, модно образованных, и оставленных без состояния»), Мэри оставила работу гувернантки и начала карьеру писательницы. Это был смелый шаг, так как в то время женщине сложно было заработать на жизнь писательским трудом. Как Мэри писала сестре Эверайне в 1787 году, она пыталась стать «первой из нового рода». С помощью либерального издателя Джозефа Джонсона Уолстонкрафт нашла в Лондоне жильё и работу. Сам Джонсон стал для Мэри намного большим, чем просто другом — в своих письмах она называла его отцом и братом. Выучив французский и немецкий языки, Уолстонкрафт занялась переводами, среди которых наиболее известны «О важности религиозных мнений» Жака Неккера и «Элементы этики для использования детьми» Христиана Готтхильфа Зальцмана. Она также писала рецензии — в основном, на романы для периодического издания Джонсона «Аналитического обзора». Её кругозор расширялся не только благодаря чтению, необходимому для работы критика, но также и благодаря людям, с которыми она встречалась. Уолстонкрафт посещала известные обеды Джонсона, где познакомилась с радикальным памфлетистом Томасом Пейном и философом Уильямом Годвином. После первой встречи Годвин и Уолстонкрафт были разочарованы друг в друге: Годвин приехал, чтобы послушать Пейна, но Уолстонкрафт нападала на него весь вечер, не соглашаясь почти по любому вопросу.
В Лондоне у Уолстонкрафт завязались романтические отношения с художником Генри Фюсли. Она писала, что восхищалась его гением, «великолепием его души, живым умом и обаянием». Фюсли был женат, и Уолстонкрафт предложила платонический тройственный союз ему и его жене. Супруга Фюсли была потрясена таким предложением, а сам Фюсли прекратил все отношения с Уолстонкрафт. После разрыва она уехала во Францию, так как желала забыть неприятную историю, а, кроме того, хотела поучаствовать в революционных событиях, прославленных ею в недавней «Защите прав человека» (1790). Это эссе было создано в ответ на консервативный критический анализ французской революции в книге «Размышления о Французской революции» Эдмунда Бёрка, и неожиданно сделало писательницу известной. Её сравнивали с такими ведущими светилами мира литературы, как богослов и проповедник Джозеф Пристли и Томас Пейн, чья книга «Права человека» (1791) оказалась самым популярным ответом на выпады Бёрка. Идеи Пейна из «Прав человека» получили развитие в самой знаменитой работе Уолстонкрафт «Защита прав женщины» (1792).

## Франция и Гильберт Имлей
В декабре 1792 года Уолстонкрафт приехала в Париж. За четыре месяца до этого монархия во Франции была уничтожена, начался судебный процесс над Людовиком XVI, в стране разворачивался революционный террор. Мэри присоединилась к кругу британских подданных (среди них была и Хелен Мария Уильямс), находившихся в столице Франции. Только что написав «Защиту прав женщины», Уолстонкрафт была полна решимости претворить свои идеи в жизнь. Она познакомилась с американским авантюристом Гильбертом Имлеем, в чьем лице нашла идеального героя. Отрицавшая до того сексуальную составляющую любовных отношений, она страстно влюбилась в Имлея. 14 мая 1794 года Мэри родила своего первого ребёнка — Фэнни, названную так в честь близкой подруги. Уолстонкрафт была вне себя от радости; она написала другу: «Моя маленькая девочка начинает сосать настолько МУЖЕСТВЕННО, что её отец нахально утверждает, будто она напишет вторую часть „Прав женщины“». Несмотря на бытовые тяготы и опасности революционного террора, Уолстонкрафт продолжала активно писать. Находясь в Гавре в северной Франции, она описала историю ранней революции в книге «Исторический и моральный взгляд на французскую Революцию», изданной в Лондоне в декабре 1794 года.
Тем временем политическая ситуация ухудшалась: Великобритания объявила войну Франции, британские граждане, находящиеся во Франции как подданные враждебной страны, оказались в большой опасности. Чтобы оградить от преследований Уолстонкрафт, Имлей формально зарегистрировал её в 1793 году как свою жену. На самом деле брак между ними так и не был заключён. Многие из друзей Уолстонкрафт (в том числе Томас Пейн), были арестованы, некоторые казнены. Сёстры Уолстонкрафт были уверены, что она заключена в тюрьму. Возвратясь в Англию, Уолстонкрафт продолжала называть себя даже в кругу родных «госпожой Имлей», чтобы её дочь не прослыла незаконнорождённой.
Имлей же охладел к Мэри, которая была целиком поглощена домом и дочерью, и вскоре оставил её. Он обещал вернуться в Гавр, куда Уолстонкрафт уехала рожать, но его длительное отсутствие и редкие письма в ответ на страстные призывы убедили Мэри в том, что Имлей неверен. Письма к нему в тот период полны уговоров и жалоб, которые большинство критиков объясняют глубоким унижением женщины, а другие — окружавшей обстановкой: Уолстонкрафт была оставлена одна с ребёнком в центре революционных событий.

## Англия и Уильям Годвин
В поисках Имлея Уолстонкрафт вернулась в Лондон в апреле 1795 года, но тот окончательно разорвал отношения. В мае 1795 года она попыталась совершить самоубийство, вероятно, с помощью настойки опия, но Имлей спас её жизнь (неясно, как именно). Надеясь вернуть его привязанность, Уолстонкрафт одна, с маленькой дочерью и горничной, совершила путешествие в Скандинавию, чтобы от имени Имлея провести деловые переговоры и поправить его финансовое положение. Она описывала свои впечатления в письмах-размышлениях, адресованных Имлею; большая их часть была издана в 1796 году отдельной книгой «Письма, написанные в Швеции, Норвегии и Дании». Когда Уолстонкрафт вернулась в Англию и поняла, что отношения с Имлеем всё-таки закончены, то совершила вторую попытку самоубийства, написав ему:

Пусть мои обиды уйдут со мной! Скоро, очень скоро, я обрету покой. Когда Вы получите это письмо, моя горячая голова будет холодна […] Я брошусь в Темзу, там, где никто не сможет вырвать меня из рук смерти, которую я так жажду. Да благословит Вас Бог! Желаю Вам никогда не испытать того, что Вы заставили меня пережить. Когда-нибудь Ваша душа пробудится, раскаяние найдет путь к Вашему сердцу, и среди Вашего триумфа я предстану перед Вами, жертва Вашего обмана.
Дождливой ночью перед тем, как броситься в Темзу, она долго бродила по улицам, «чтобы утяжелить одежду водой». Случайный прохожий спас её. Уолстонкрафт считала свою попытку самоубийства не актом отчаяния, а продуманным поступком: «Мне только приходится сетовать на то, что когда горечь смерти прошла, я была жестоко возвращена в жизнь и страдание. Но твёрдое намерение не может быть расстроено разочарованием, и я не позволю считать отчаянной попыткой то, что было одним из самых спокойных действий разума. В этом отношении я ответственна только перед самой собой. Если бы я беспокоилась о том, что называют репутацией, именно другими обстоятельствами я была бы обесчещена».
Через некоторое время Уолстонкрафт вернулась к жизни, возобновила связи с кругом Джозефа Джонсона, особенно с Мэри Хейс, Элизабет Инчбалд, Сарой Сиддонс, Уильямом Годвином и снова занялась литературой. Постепенно отношения Годвина и Уолстонкрафт переросли в страстный роман. Годвин прочёл её «Письма, написанные в Швеции, Норвегии и Дании» и позже писал: «Если когда-либо была книга, рассчитанная на то, чтобы сделать мужчину влюблённым в автора, вот это, мне кажется, та книга. Она говорит о своих печалях так, что заполняет нас меланхолией и растворяет в нежности, в то же время она проявляет гениальность, вызывая наше восхищение». Они поженились 29 марта 1797 года, чтобы узаконить ребёнка, которого ждала Мэри. Тогда открылось, что Уолстонкрафт никогда не была замужем за Имлеем. Из-за этого брака от супругов Годвин отвернулись некоторые из их знакомых. Многие обвиняли Годвина в непоследовательности: в философском трактате «Политическая справедливость» он выступал за отмену института брака, в жизни же связал себя узами супружества. Сохраняя каждый свою независимость, муж и жена поселились в двух смежных домах, известных под названием Многоугольник. Супруги часто обменивались письмами. По всеобщему мнению, это были счастливые и прочные, хотя трагически короткие отношения.

## Смерть и «Мемуары» Годвина
30 августа 1797 года Уолстонкрафт родила вторую дочь — Мэри. Хотя вначале казалось, что роды прошли нормально, у матери началось внутриматочное заражение (во время родов часть плаценты не вышла и послужила причиной начала болезни), что было обычным явлением в XVIII веке. 10 сентября после нескольких дней мучений Уолстонкрафт умерла от септицемии. Годвин был опустошён: он написал другу Томасу Холкрофту: «Я твёрдо верю, ровни ей в мире не существует. Я знаю по опыту, что мы были созданы, чтобы сделать друг друга счастливыми. У меня нет никакой надежды, что я могу опять когда-либо познать счастье». Она была похоронена на кладбище старой церкви святого Панкратия, там же ей поставлен памятник. Позднее останки её и Годвина были перевезены в Борнмут. На надгробной плите значится: «Мэри Уолстонкрафт Годвин, автор эссе „Защита прав женщины“: родилась 27 апреля 1759 г., умерла 10 сентября 1797 г.».
В январе 1798 года Годвин издал свои «Мемуары об авторе „Защиты прав женщины“». Хотя Годвин изобразил жену с любовью, состраданием и искренностью, многие читатели были шокированы тем, что он рассказал о внебрачных детях Уолстонкрафт, её любовных связях и попытках самоубийства. Романтический поэт Роберт Саути обвинил его в «недостатке чувств и в раздевании мёртвой жены донага». «Мемуары» Годвина изображают Уолстонкрафт как женщину со скептическим отношением к религии (большим, чем можно было судить по её произведениям); личность, способную испытывать глубокие чувства, готовую к сопереживанию и в то же время рациональную. Взгляды Годвина на Уолстонкрафт господствовали в течение всего XIX века и привели к появлению таких стихотворений, как, например, «Уолстонкрафт и Фюсли» поэта Роберта Браунинга и стихотворения Уильяма Роско, в котором есть следующие строки:
Hard was thy fate in all the scenes of life
As daughter, sister, mother, friend, and wife;
But harder still, thy fate in death we own,
Thus mourn’d by Godwin with a heart of stone.

## Наследие
По определению историка Коры Каплан Уолстонкрафт оставила «странное» наследство: она была «автор-активист, искусный во многих жанрах», но «вплоть до последней четверти века жизнь Уолстонкрафт вызывала более значительный интерес, чем её творчество». Под воздействием «Мемуаров» Годвина в обществе на целое столетие сформировалось негативное отношение к Уолстонкрафт. Мария Эджуорт вывела писательницу в образе «капризной» Гарриет Фрик в романе «Белинда» (1801). Вслед за ней и другие романисты: Мэри Хейз, Шарлот Смит, Фанни Берни и Джейн Уэст, желая преподать «моральный урок» своим читателям, создали ряд подобных персонажей. Исследователь жизни и творчества Уолстонкрафт Вирджиния Сапиро отмечает, что лишь очень немногие в XIX веке читали и изучали её произведения, поскольку господствовало мнение, «что женщина, обладающая чувством собственного достоинства, не должна [их] читать». Одним важным исключением была Джордж Элиот, написавшая эссе о ролях и правах женщин, в котором сравнивает Уолстонкрафт с Маргарет Фуллер, американской феминисткой. Когда началось современное феминистское движение, такие разные по своим политическим убеждениям женщины, как Вирджиния Вулф и Эмма Гольдман, обратили внимание на личность Уолстонкрафт и выразили восхищение её «жизненными экспериментами» (определение Вулф в известном эссе). Многие, однако, продолжали осуждать образ жизни Уолстонкрафт, и значение её произведений всё ещё игнорировались.
Только с появлением научной феминистской критики в 1960-х и 1970-х годах труды Уолстонкрафт наконец были признаны основополагающими для данного вопроса. Их судьба отразила судьбу самого феминистского движения. В начале 1970-х годов были изданы шесть крупных биографий Уолстонкрафт, представляющих её «страстную жизнь в приложении к её радикальным и рационалистическим намерениям». Историки смотрели на Уолстокрафт как на парадоксальную, но всё же интригующую фигуру, не соответствующую версии феминизма 1970-х годов, где личная жизнь связана с политической жизнью. В 1980-х и 1990-х годах появилась ещё одна концепция Уолстонкрафт, описывающая её ещё как существо своего времени. Такие учёные, как Клаудия Джонсон, Гэри Келли и Вирджиния Сапиро, указывали на связь между мыслью Уолстонкрафт и другими важными идеями XVIII века о чувствах, экономике и политической теории.
В последние годы произведения Уолстонкрафт воздействовали на феминизм вне научного сообщества. Айаан Хирси Али, феминистка, критически относящаяся к мусульманским взглядам на женщин, процитировала памфлет «Права женщин» в своей автобиографии и написала, что была «вдохновлена Мэри Уолстонкрафт, которая первой открыла женщинам, что они способны рассуждать, как мужчины, и заслуживают тех же самых прав». Следует также отметить движение феминисток «пролайф» (англ. pro-life feminism), члены которого ссылаются на заявления Уолстонкрафт против искусственного аборта.
В ноябре 2020 года в Лондоне, в районе Ньюингтон-Грин (Newington Green) установили Памятник Мэри Уолстонкрафт, как «матери феминизма». Сбор средств на его установку занял более 10 лет. Автор скульптуры — британская художница Мэгги Хэмблинг (Maggi Hambling). Монумент изображает обнаженную женщину, которая словно выныривает из разных женских форм, символизируя дух свободы. Монумент контрастирует с большинством похожих скульптур мужчин, возведенных на высокие пьедесталы. Это единственная статуя, посвященная писательнице, публицистке и философу Мэри Уолстонкрафт.

## Главные произведения

### Учебные произведения
В большинстве ранних произведений Уолстонкрафт обращается к вопросу образования. Она собрала «Женскую хрестоматию» — антологию литературных отрывков «для совершенствования молодых женщин» — и перевела две детские книги: «Молодой Грандисон» (англ. Young Grandison) Марии Гертрёйды ван де Веркен де Камбон и «Основы нравственности» (Elements of Morality) Кристиана Готхилфа Зальцмана. И в книге «Размышления об образовании дочерей» (1787), и в книге для детей «Оригинальные рассказы из реальной жизни» (1788) Уолстонкрафт поддерживает идею воспитания детей в духе зарождающегося среднего класса, ценящего самодисциплину, честность, бережливость и социальную удовлетворённость. Обе книги также подчеркивают важность развития детского разума; здесь Уолстонкрафт близки идеи философа XVII века Джона Локка. Однако значительное внимание, уделяемое религиозной вере и чувствам, отличает её труд от труда Локка и связывает это произведение с сенсуализмом, популярными в конце XVIII века. Оба текста также поддерживают образование женщин — тема, которая вызывала в то время яростные споры и к которой писательница будет обращаться не раз в течение всей последующей жизни (особенно в «Защите прав женщины»). Уолстонкрафт утверждает, что образованные женщины будут хорошими женами и матерями и в конечном счёте способствуют благу государства.

### «Защита прав человека» (1790)
Изданная в ответ на книгу Эдмунда Бёрка «Размышления о революции во Франции» (1790) — защиту конституционной монархии, аристократии и англиканской церкви — «Защита прав человека» (1790) Уолстонкрафт подвергает критике аристократию и поддерживает республиканцев. Это было первым ответом на «Размышления…» Бёрка в войне брошюр, ставшей впоследствии известной как «Спор о революции», в котором трактат Томаса Пейна «Права человека» (1792) стал призывом к действию для реформаторов и радикалов.
Уолстонкрафт осуждала не только монархию и наследственные привилегии, но также и язык, который Бёрк использовал, чтобы отстоять свои консервативные убеждения. В известном отрывке из «Размышлений» Бёрк сокрушался: «Я думал, что десять тысяч мечей должны были бы выпрыгнуть из ножен, чтобы отомстить даже за взгляд, угрожавший ей [Марии-Антуанетте] оскорблением. Но века рыцарства больше нет». Большинство противников Бёрка видело лишь театральную жалость к французской королеве — жалость, которая, по их мнению, не учитывала взгляды народа. Уолстонкрафт была уникальна в критике бёрковского понимания предназначения женщины. Переопределяя возвышенное и прекрасное, — термины, разработанные Бёрком в трактате «Философское исследование относительно возникновения наших понятий о возвышенном и прекрасном» (1756), — она подорвала его риторику и аргументы. Он связывал прекрасное со слабостью и женственностью, а возвышенное — с силой и мужественностью. Уолстонкрафт повернула эти определения против него, утверждая, что театральность превращает читательниц Бёрка — граждан — в слабых женщин, которыми руководит лишь видимость. В своём первом откровенно феминистском критическом анализе, который по мнению исследовательницы Уолстонкрафт Клаудии Л. Джонсон остаётся не превзойденным по силе аргументов, Уолстонкрафт обвиняет Бёрка в защите неравного общества, основанного на пассивности женщин.
В своих аргументах за республиканскую добродетель, она противопоставляет зарождающийся дух среднего класса порочной (по её мнению) системе нравов аристократии. Уолстонкрафт находилась под влиянием идей Просвещения, верила в прогресс и высмеивала Бёрка за то, что он полагался на традицию и обычай. Она приводит доводы в пользу рациональности, указывая, что система Бёрка привела бы к продолжению рабства, просто потому что была наследственной традицией. Она описывает идиллическую деревенскую жизнь, в которой каждая семья может иметь ферму, удовлетворяющую только её потребностям. Уолстонкрафт противопоставляет свою утопическую картину общества, описанную с помощью того, что она называла подлинным чувством, ложному чувству Бёрка.
Трактат «Права человека» был первой открыто политической, а также первой феминистской работой Уолстонкрафт. По мнению Джонсон, «кажется, что при написании поздних частей трактата „Права человека“ она нашла предмет, которым будет заниматься всю остальную часть своей карьеры». Именно это сочинение принесло ей известность.

### «В защиту прав женщин» (1792)
«В защиту прав женщин» — одна из самых ранних работ феминистской философии. В своём трактате Уолстонкрафт пишет, что женщины должны получать образование, соразмерное с их положением в обществе. Затем она переопределяет это положение, утверждая, что женщины необходимы нации, потому что воспитывают детей и могут быть мужьям «товарищами», а не простыми жёнами. Вместо того, чтобы видеть в женщинах бесполезное украшение общества или собственность, приобретённую в браке, Уолстонкрафт считает, что они заслуживают такие же права, как и мужчины. Большая часть «Прав женщины» посвящена полемике с авторами книг по поведению (Джеймсом Фордайсом и Джоном Грегори) и философами (в том числе с Жан-Жаком Руссо), которые считали, что женщинам образование необязательно. Руссо утверждает в книге «Эмиль» (1762), что женщины должны быть образованы для удовольствия мужчин.
По мнению Уолстонкрафт, в настоящее время большинство женщин глупы и поверхностны («спаниели» и «игрушки») не из-за врождённого недостатка ума, а скорее потому, что мужчины закрыли им доступ к образованию. Уолстонкрафт сосредотачивается на объяснении ограничений, стоящих перед женщинам из-за несовершенства образования: «Обученный с младенчества, что красота — скипетр женщины, ум приспосабливается к телу и, бродя вокруг своей позолоченной клетки, стремится только украсить тюрьму». Она подразумевает, что женщины могли бы достичь большего, если бы с раннего возраста всё их внимание не было бы направлено на красоту и внешний лоск.
Хотя Уолстонкрафт призывает к равенству полов в специфических областях жизни, как, например, в этике, она не говорит, что мужчины и женщины равны. Она заявляет, что мужчины и женщины равны в глазах Бога, что однако, входит в противоречие с утверждением о превосходстве мужской силы и доблести. В известной части книги Уолстонкрафт двусмысленно пишет: 

Не надо делать вывод, что я желаю перевернуть существующий порядок вещей. Я уже допустила мысль, что, благодаря телосложению, мужчинам, кажется, предначертана провидением бо́льшая степень добродетели. Я говорю о полах в общем, но не вижу и тени причины, позволяющей сделать вывод, что мужские добродетели должны отличаться в природном отношении. Действительно, как это возможно, если у добродетели есть только один вечный стандарт? Поэтому, если рассуждать последовательно, я должна сделать вывод, что мужчины и женщины движутся в одном направлении — как и Бог существует один.
 Её неоднозначные утверждения относительно равенства полов мешают безоговорочно отнести Уолстонкрафт к феминисткам в современном понятии (тем более, что определение «феминизм» появилось позднее).
Наиболее жёсткой критике в своей статье Уолстонкрафт подвергла ложную и чрезмерную чувствительность, особенно у женщин. Она пишет, что женщины, поддающиеся чувствительности, «движимы любым мгновенным порывом чувства» и, будучи «добычей своих чувств», не могут мыслить рационально. Уолстонкрафт утверждает, что они причиняют вред не только себе, но и всей цивилизации: не помогут развитию цивилизации (популярная идея в XVIII веке), наоборот, они уничтожат её. Уолстонкрафт не считает, что разум и чувства должны существовать независимо друг от друга; скорее они должны дополнять друг друга.
В дополнение к своим основным философским аргументам Уолстонкрафт предлагает определённый образовательный план. В двенадцатой главе книги «Права женщины» — «О национальном образовании» — она утверждает, что всех детей нужно посылать в «деревенскую дневную школу». Дети также должны получать начальное образование дома, «чтобы взрастить любовь к дому и семейным удовольствиям». Она также считает, что обучение должно быть совместное, так как мужчины и женщины, браки которых являются «цементом общества», должны быть «образованы по единому образцу».
Уолстонкрафт обращается к среднему классу, описанному ей как «самое естественное состояние». Во многом книга «Права женщины» выражает буржуазные представления о мире, поощряет скромность и предприимчивость среднего класса, нападает на бесполезность аристократии. Вместе с тем, Уолстонкрафт в государственном плане по образованию предлагает по достижении девятилетнего возраста бедных, за исключением показывающих блестящие успехи, отделять от богатых детей и учить в других школах.

### Романы
В своих романах Уолстонкрафт критикует патриархальный, по её мнению, институт брака и его вредное воздействие на женщин. В первом романе, «Мэри» (англ. Mary: A Fiction, 1788), героиня вынуждена по материальным причинам вступить в брак без любви; она компенсирует своё желание любви и привязанности вне брака двумя страстными романтическими отношениями: дружбой с женщиной и любовью к мужчине. Неоконченный роман «Мария, или Заблуждения женщины» (Maria; or, The Wrongs of Woman, 1798), изданный посмертно, считается самой радикально-феминистской работой Уолстонкрафт. Действие разворачивается вокруг женщины, заключённой мужем в сумасшедший дом. Как и Мэри, Мария тоже находит удовлетворение вне брака в романе с «сокамерником» и в дружбе с одним из санитаров. В романах Уолстонкрафт нет описания успешного брака, как в трактате «Защита прав женщины». В конце «Мэри» героиня уходит в единственно счастливый мир в её глазах — «в тот мир, где нет ни брака, ни необходимости в него вступать».
Оба произведения касаются также идеи чувствительности — этики и эстетики, ставшей популярной в конце XVIII века. «Мэри» является сентиментальным романом, и Уолстонкрафт пытается подорвать сами основы жанра — философию, вредящую женщинам, потому что она поощряет их слишком полагаться на эмоции. В романе «Заблуждения женщины» потворство героини романтическим фантазиям, тайным любовным отношениям, кажется особенно вредным.
Отношения между женщинами являются центральными в обоих романах, но дружба Марии и Джемаймы, её служанки, — имеет большое значение для истории литературы. Эта дружба между женщинами высшего и низшего сословия, основанная на сочувственной связи материнства, является одним из важных этапов в истории феминистской литературы, знаком того, что женщины из разных классов имеют общие интересы просто потому, что родились женщинами.

### Письма, написанные в Швеции, Норвегии и Дании (1796)
Собрание «Писем, написанных в Швеции, Норвегии и Дании» — глубоко личный сборник путевых заметок. Эти двадцать пять писем охватывают широкий круг тем: социальные размышления о Скандинавии и её народах, философские вопросы, отношения с Имлеем (в тексте его имя не называется). Используя риторику возвышенного, Уолстонкрафт исследует отношения между собственной личностью и обществом. Отражая сильное влияние Руссо, «Письма, написанные в Швеции, Норвегии и Дании» развивают темы, поднятые в его книге «Прогулки одинокого мечтателя» (1782): «…поиск источника человеческого счастья, стоическое отклонение материальных товаров, экстатическое объятие природы и существенную роль чувства в понимании». Однако, в то время как Руссо в конечном счёте противостоит обществу, Уолстонкрафт превозносит институт семьи и технический прогресс.
Уолстонкрафт поддерживает субъективный опыт, особенно в том, что касается природы, исследуя связи между возвышенным и чувствительностью. Многие из писем описывают захватывающий пейзаж Скандинавии и желание автора создать эмоциональную связь с этим естественным миром. Таким образом, здесь она придаёт большее значение воображению, чем в предыдущих трудах. Как всегда, Уолстонкрафт защищает освобождение и образование женщин. Однако, в отличие от более ранних работ, она иллюстрирует губительное влияние духа торговли на общество, противопоставляя художественную связь с миром материальных связей, перенося это на свои отношения с Имлеем.
Сборник «Письма, написанные в Швеции…» был самой популярной книгой Уолстонкрафт в 1790-х годах. Он хорошо продавался и получил положительные рецензии от большинства критиков. Про него Годвин написал, что эта книга рассчитана на то, «чтобы влюбить мужчину в писательницу». Письма оказали влияние на романтических поэтов, например, на Уильяма Вордсворта и Самюэля Тэйлора Кольриджа, которые использовали схожие темы и эстетику.

## Список произведений
Это полный список произведений Мэри Уолстонкрафт. Если не указывается иначе, они являются первыми изданиями.

### Произведения
- Мысли об образовании дочерей с размышлениями о женском поведении в более важных долгах жизни = Thoughts on the Education of Daughters; with Reflections on Female Conduct, in the More Important Duties of Life. — Лондон: Joseph Johnson, 1787.
- Мэри = Mary: A Fiction. — Лондон: Joseph Johnson, 1788.
- Оригинальные рассказы из действительности с разговорами, рассчитанными на то, чтобы управить чувства и строить ум по образцу правды и доброты = Original Stories from Real Life; with Conversations Calculated to Regulate the Affections and Form the Mind to Truth and Goodness. — Лондон: Joseph Johnson, 1788.
- Женская хрестоматия или разнообразные произведения в прозе и в стихах, выбранные из лучших авторов и расположенные под надлежащими заголовками, для улучшения молодых женщин = The Female Reader; or, Miscellaneous Pieces, in Prose and Verse; Selected from the Best Writers, and Disposed under Proper Heads; for the Improvement of Young Women / Под. ред. М. Уолстонкрафт [псевд. «Mr Cresswick»]. — Лондон: Joseph Johnson, 1789.
- Защита прав человека, в письме к достопочтенному Эдмунду Бёрку = A Vindication of the Rights of Men, in a Letter to the Right Honourable Edmund Burke. — Лондон: Joseph Johnson, 1790.
- Защита прав женщины с критикой на моральные и политические темы = A Vindication of the Rights of Woman with Strictures on Moral and Political Subjects. — Лондон: Joseph Johnson, 1792.
- О господствующем мнении о половом характере в женщинах с критикой о наследстве доктора Грегори дочерям [из книги «Rights of Women»] = On the Prevailing Opinion of a Sexual Character in Women, with Strictures on Dr. Gregory’s Legacy to His Daughters // New Annual Register. — 1792. — С. 457—466.
- Исторический и моральный осмотр Французской революции и её следствие в Европе = An Historical and Moral View of the French Revolution; and the Effect It Has Produced in Europe. — Лондон: Joseph Johnson, 1794.
- Письма, написанные при коротком пребывании в Швеции, Норвегии и Дании = Letters Written during a Short Residence in Sweden, Norway, and Denmark. — Лондон: Joseph Johnson, 1796.
- О поэзии и нашем пристрастии к красотам природы = On Poetry, and Our Relish for the Beauties of Nature // Monthly Magazine. — Апрель 1797.
- Заблуждения женщины, или Мария = The Wrongs of Woman, or Maria // Posthumous Works of the Author of A Vindication of the Rights of Woman / Под. ред. У. Годвин. — Лондон: Joseph Johnson, 1798. [посмертное издание, незаконченное]
- Пещера фантазии = The Cave of Fancy // Posthumous Works of the Author of A Vindication of the Rights of Woman / Под. ред. У. Годвин. — Лондон: Joseph Johnson, 1798. [посмертное издание; фрагмент написанный в 1787 г.]
- Письмо о настоящем характере французской нации = Letter on the Present Character of the French Nation // Posthumous Works of the Author of A Vindication of the Rights of Woman / Под. ред. У. Годвин. — Лондон: Joseph Johnson, 1798. [посмертное издание, написанное в 1793 г.]
- Фрагмент писем о руководстве детьми = Fragment of Letters on the Management of Infants // Posthumous Works of the Author of A Vindication of the Rights of Woman / Под. ред. У. Годвин. — Лондон: Joseph Johnson, 1798. [посмертное издание, незаконченное]
- Уроки = Lessons // Posthumous Works of the Author of A Vindication of the Rights of Woman / Под. ред. У. Годвин. — Лондон: Joseph Johnson, 1798. [посмертное издание, незаконченное]
- Советы = Hints // Posthumous Works of the Author of A Vindication of the Rights of Woman / Под. ред. У. Годвин. — Лондон: Joseph Johnson, 1798. [посмертное издание; записки на второй том книги «Rights of Woman», никогда не написанные]
- [Разные статьи, изданные анонимо] // Analytical Review. — 1788—1797.

### Переводы
- Necker, J. О важности религиозных мнений = Of the Importance of Religious Opinion / Перевод M. Wollstonecaft. — Лондон: Joseph Johnson, 1788.
- de Cambon, M. G. v. d. W. Молодой Грандисон. Серия писем от молодых людей своим друзьям = Young Grandison. A Series of Letters from Young Persons to Their Friends / Перевод M. Wollstonecaft. — Лондон: Joseph Johnson, 1790.
- Salzmann, C. G. Элементы нравственности для использования детьми с вводным обращением к родителям = Elements of Morality, for the Use of Children; with an Introductory Address to Parents / Перевод M. Wollstonecaft. — Лондон: Joseph Johnson, 1790.

### Первичные источники
- Burke, Paine, Godwin, and the Revolution Controversy / Ed. Marilyn Butler. — Cambridge: Cambridge University Press, 2002. — ISBN 0-521-28656-5.
- Wollstonecraft, M. The Collected Letters of Mary Wollstonecraft / Ed. Janet Todd. — New York: Columbia University Press, 2003. — ISBN 0-521-28656-5.
- Wollstonecraft, M. The Complete Works of Mary Wollstonecraft / Ed. Janet Todd и Marilyn Butler. — London: William Pickering, 1989. — ISBN 0-8147-9225-1.
- Wollstonecraft, M. The Vindications: The Rights of Men and The Rights of Woman / Ed. D. L. Macdonald и Kathleen Scherf. — Toronto: Broadview Literary Texts, 1997. — ISBN 1-55111-088-1.

### Биографии
- Flexner, E. Mary Wollstonecraft: A Biography. — New York: Coward, McCann and Geoghegan, 1972. — ISBN 0-6981-0447-1.
- Godwin, W. Memoirs of the Author of a Vindication of the Rights of Woman / Ed. Pamela Clemit и Gina Luria Walker. — Peterborough: Broadview Press, 2001. — ISBN 1-55111-259-0.
- Hays, M. Memoirs of Mary Wollstonecraft // Annual Necrology. — 1797—98. — P. 411—460.
- Sunstein, E. A Different Face: The Life of Mary Wollstonecraft. — Boston: Little, Brown, 1975. — ISBN 0-06-014201-4.
- St Clair, W. The Godwins and the Shelleys: The Biography of a Family. — New York: W. W. Norton, 1989. — ISBN 0-8018-4233-6.
- Todd, J. Mary Wollstonecraft: A Revolutionary Life. — London: Weidenfeld and Nicholson, 2000. — ISBN 0-231-12184-9.
- Tomalin, C. The Life and Death of Mary Wollstonecraft. — Rev. ed. — New York: Penguin, 1992. — ISBN 0-14-016761-7.
- Wardle, R. M. Mary Wollstonecraft: A Critical Biography. — Lincoln: University of Nebraska Press, 1951.

### Другие источники
- Conger, S. M. Mary Wollstonecraft and the Language of Sensibility. — Rutherford: Fairleigh Dickinson University Press, 1994. — ISBN 0-8386-3553-9.
- Favret, M. Romantic Correspondence: Women, Politics and the Fiction of Letters. — Cambridge: Cambridge University Press, 1993. — ISBN 0-521-41096-7.
- Feminist Interpretations of Mary Wollstonecraft / Ed. M. J. Falco. — University Park: Penn State Press, 1996. — ISBN 0-271-01493-8.
- Janes, R. M. On the Reception of Mary Wollstonecraft’s "A Vindication of the Rights of Woman" // Journal of the History of Ideas. — 1978. — Vol. 39. — P. 293—302.
- Johnson, C. L. Equivocal Beings: Politics, Gender, and Sentimentality in the 1790s. — Chicago: University of Chicago Press, 1995. — ISBN 0-226-401847.
- Jones, V. Mary Wollstonecraft and the Literature of Advice and Instruction // The Cambridge Companion to Mary Wollstonecraft / C. L. Johnson. — Cambridge: Cambridge University Press, 2002. — ISBN 0-521-78952-4.
- Jones, C. Mary Wollstonecraft’s "Vindications" and Their Political Tradition // The Cambridge Companion to Mary Wollstonecraft / C. L. Johnson. — Cambridge: Cambridge University Press, 2002. — ISBN 0-521-78952-4.
- Kaplan, C. Mary Wollstonecraft’s Reception and Legacies // The Cambridge Companion to Mary Wollstonecraft / C. L. Johnson. — Cambridge: Cambridge University Press, 2002. — ISBN 0-521-78952-4.
- Kaplan, C. Pandora’s Box: Subjectivity, Class and Sexuality in Socialist Feminist Criticism // Sea Changes: Essays on Culture and Feminism. — London: Verso, 1986. — ISBN 0-86091-151-9.
- Kaplan, C. Wild Nights: Pleasure/Sexuality/Feminism // Sea Changes: Essays on Culture and Feminism. — London: Verso, 1986. — ISBN 0-86091-151-9.
- Kelly, G. Revolutionary Feminism: The Mind and Career of Mary Wollstonecraft. — New York: St. Martin’s, 1992. — ISBN 0-312-12904-1.
- Myers, M. Impeccable Governess, Rational Dames, and Moral Mothers: Mary Wollstonecraft and the Female Tradition in Georgian Children’s Books // Children’s Literature. — 1986. — Vol. 14. — P. 31—59.
- Myers, M. Sensibility and the "Walk of Reason": Mary Wollstonecraft’s Literary Reviews as Cultural Critique // Sensibility in Transformation: Creative Resistance to Sentiment from the Augustans to the Romantics / Ed. S. M. Conger. — Rutherford: Fairleigh Dickinson University Press, 1990. — ISBN 0-8386-3352-8.
- Myers, M. Wollstonecraft’s "Letters Written . . . in Sweden“: Towards Romantic Autobiography // Studies in Eighteenth-Century Culture. — 1979. — Vol. 8. — P. 165—85.
- Poovey, M. The Proper Lady and the Woman Writer: Ideology as Style in the Works of Mary Wollstonecraft, Mary Shelley and Jane Austen. — Chicago: University of Chicago Press, 1984. — ISBN 0-226-67528-9.
- Richardson, E. Mary Wollstonecraft’s "Vindications" and Their Political Tradition // The Cambridge Companion to Mary Wollstonecraft / Ed. C. L. Johnson. — Cambridge: Cambridge University Press, 2002. — ISBN 0-521-78952-4.
- Sapiro, V. A Vindication of Political Virtue: The Political Theory of Mary Wollstonecraft. — Chicago: University of Chicago Press, 1992. — ISBN 0-226-73491-9.
- Taylor, B. Mary Wollstonecraft and the Feminist Imagination. — Cambridge: Cambridge University Press, 2003. — ISBN 0-521-66144-7.
- Todd, J. Women's Friendship in Literature. — New York: Columbia University Press, 1980. — ISBN 0-231-04562-X.